# Дърти хлапета
„Дърти хлапета“ (на английски: Grown Ups) е американски комедиен филм от 2010 г. на режисьора Денис Дюган, по сценарий на Адам Сандлър и Фред Улф.
Продуциран е от Джак Джиярапуто и Сандлър, който участва във филма заедно с Кевин Джеймс, Крис Рок, Дейвид Спейд, Роб Шнайдер, Салма Хайек, Мария Бело и Мая Рудолф.
Филмът разказва за 5 дългогодишни приятели, които печелят гимназиалния им баскетболен мач през 1978 г. Те се събират десетилетия по-късно за уикенда на 4-ти юни, след като научават, че треньорът им по баскетбол е починал.
„Дърти хлапета“ е продуциран от продуцентската компания „Хепи Медисън Продъкшънс“ на Сандлър и е разпространен от „Кълъмбия Пикчърс“. Води до продължение „Дърти хлапета 2“ (2013).